# François Chérèque
Pour les articles homonymes, voir Chérèque.
François Chérèque, né le 1er juin 1956 à Nancy et mort le 2 janvier 2017 dans le 10e arrondissement de Paris, est un syndicaliste français, secrétaire général de la CFDT de 2002 à 2012.
Il est président de l'Agence du service civique de 2013 à 2016 et président du think tank de gauche libérale Terra Nova.

## Biographie

### Jeunesse
Il est issu d'une fratrie de cinq garçons. Lorsqu'il a 12 ans, la famille déménage à Sarcelles. Il est dyslexique.
Son père Jacques Chérèque est au début des années 1980 un des principaux responsables de la Confédération avant de devenir ministre du premier gouvernement Rocard.
Son frère Philippe Chérèque est vice-président exécutif commercial du groupe Amadeus de 2009 à 2011, son autre frère Marc est président du Football Club de Grenoble rugby, club professionnel de rugby à XV à Grenoble, de 2005 à 2016.
Né à Nancy, il passe son enfance dans la ville de Pompey, puis il fait ses études au lycée Notre-Dame Saint-Sigisbert de Nancy où il obtient son baccalauréat en 1975. Il intègre ensuite l'école d'éducateurs spécialisés de Neuilly-sur-Marne en Seine-Saint-Denis.
Il commence à travailler à l'hôpital de jour du centre Jean-Wier à Puteaux, puis devient, à 22 ans, éducateur spécialisé, en 1978, dans le centre hospitalier de Digne-les-Bains au sein du service pédopsychiatrie. Il y rencontre Marinette, avec qui il a deux fils.

### Action syndicale à la CFDT

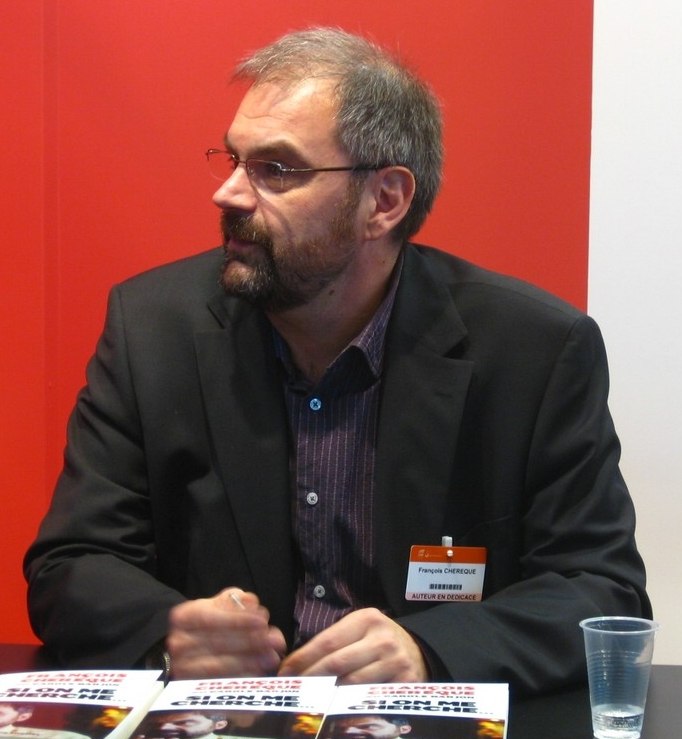
François Chérèque au salon du livre de Paris, le 14 mars 2009.

Après trois demandes de candidature à la Confédération française démocratique du travail (CFDT), refusées par des adhérents critiques de la ligne réformiste prônée par son père, il finit par y adhérer en 1978 et y prend des responsabilités. En 1986, il devient secrétaire général de l'union départementale CFDT des Alpes-de-Haute-Provence et entre au bureau régional interprofessionnel CFDT de la région Provence-Alpes-Côte d'Azur (PACA). En 1996, il devient secrétaire général de la fédération CFDT des services et établissements de la santé et du social (CFDT santé-sociaux), première fédération de la confédération en nombre d'adhérents. En octobre 2001, il entre au bureau national de la CFDT et à la commission exécutive.
À partir de 2002, il est secrétaire général de la CFDT, où il succède à Nicole Notat, après avoir été à la tête de la Fédération Santé-Sociaux. Il est réélu au Congrès de Grenoble le 16 juin 2006, puis à celui de Tours le 10 juin 2010 pour un dernier mandat de quatre ans. Syndicaliste cherchant à dépasser certains clivages, il a donné à la revue Le Meilleur des mondes un entretien sur sa vision du libéralisme intitulé En France, on n’évoque la mondialisation qu’à travers ses effets négatifs.
En 2003, après avoir soutenu le projet de réforme des retraites du gouvernement de Jean-Pierre Raffarin en échange des concessions comme le dispositif pour carrière longue, il est surnommé « le traître, collabo ou complice » par ses opposants (notamment de la CGT de Bernard Thibault) et suscite la colère d'une partie des adhérents de la CFDT, 15 000 personnes rendant leur carte. Il passe ensuite plusieurs mois à essayer de ressouder le syndicat, mettant en avant l'importance de la culture de la négociation, plutôt que de tout rejeter en bloc.
Lors du mouvement contre le contrat première embauche (2006), il se réconcilie avec Bernard Thibault.
Il est l'un des dirigeants des grèves contre la réforme française des retraites de 2010.
Le 28 novembre 2012, il interrompt son troisième mandat, quittant le secrétariat général et laissant la place à son successeur Laurent Berger,.

### Agence du service civique
Le 3 janvier 2013, il est nommé inspecteur général des affaires sociales (5e tour) en conseil des ministres à compter du 7 janvier 2013, au statut de haut fonctionnaire. Dans le cadre de ses fonctions, il est également chargé du suivi du plan gouvernemental de lutte contre la pauvreté,. Il est également élu président du think tank Terra Nova le 12 janvier 2013.
Le 6 décembre 2013, il succède à Martin Hirsch à la présidence de l'Agence du service civique. Malade et suivant une chimiothérapie, il interrompt temporairement ses fonctions en septembre 2015, avant de mettre fin à ses fonctions en juin 2016.

### Fin de vie et mort
En septembre 2015, il lui est diagnostiqué une leucémie. Pour suivre un traitement de chimiothérapie, il annonce qu'il suspend ses activités, et en juin 2016, il quitte ses fonctions de haut-commissaire à l'engagement civique.
Il meurt le 2 janvier 2017 des suites de sa maladie à l'âge de 60 ans. Ses obsèques ont lieu le 5 janvier 2017 en l'église Saint-Sulpice à Paris en présence du président de la République, François Hollande, des membres du gouvernement et de nombreuses autres personnalités du monde politique. Il est inhumé au cimetière de Mallemoisson dans les Alpes-de-Haute-Provence.
Son père Jacques Chérèque meurt également la même année, le 24 décembre.

## Ouvrages
- Qu'est-ce que la CFDT ?,coll. « L'Information citoyenne », L'Archipel, 2002 (BNF 38932302).
- Réformiste et impatient !, Le Seuil, 2005 (BNF 39952488).
- Avec Carole Barjon, Si on me cherche, Albin Michel, 2008 (BNF 41330039).
- Patricia, Romain, Nabila et les autres : le travail, entre souffrances et fierté, Albin Michel, 2011 (BNF 42514977).
- L'Avenir de la lutte contre la pauvreté, Paris, institut Diderot, coll. « Les Carnets des dialogues du matin », 2014, 35 p. (ISBN 979-10-93704-02-9, BNF 43836356).